# 伊戈尔·伊万诺维奇·扎伊采夫
伊戈爾·伊萬諾維奇·扎伊采夫（俄语：И́горь Ива́нович За́йцев，羅馬化：Igor Ivanovich Zaitsev，1934年4月21日—2016年1月27日）為蘇聯退役足球運動員，前國家隊成員，出生於莫斯科，30歲高掛球鞋後擔任過理髮師、鑄幣員、玻璃容器裝卸員和接收員，於2016年逝世。

## 外部連結
- 伊戈尔·伊万诺维奇·扎伊采夫在FootballDatabase.eu（英语）